# Welterbe in Guinea
Zum Welterbe in Guinea gehört (Stand 2025) eine UNESCO-Welterbestätte des Weltnaturerbes. Guinea hat die Welterbekonvention 1979 ratifiziert. Die bislang einzige Welterbestätte wurde 1981 in die Welterbeliste aufgenommen und steht seit 1992 auf der Roten Liste des gefährdeten Welterbes.

## Welterbestätten
Die folgende Tabelle listet die UNESCO-Welterbestätten in Guinea in chronologischer Reihenfolge nach dem Jahr ihrer Aufnahme in die Welterbeliste (K – Kulturerbe, N – Naturerbe, K/N – gemischt, (G) – auf der Liste des gefährdeten Welterbes).
| Bild             | Bezeichnung                     | Jahr | Typ   | Ref. | Beschreibung |
| ---------------- | ------------------------------- | ---- | ----- | ---- | --- |
| (weitere Bilder) | Totalreservat Berg Nimba (Lage) | 1981 | N (G) | 155  | Naturschutzgebiet in den Nimbabergen, enthält mit dem Mont Richard-Molard oder Mont Nimba den mit 1752 Meter höchsten Berg von Guinea und der Elfenbeinküste, der auf der Grenze zwischen den beiden Staaten liegt. Durch politische Unruhen und deren Auswirkungen sowie den geplanten Abbau von Eisenerz in Guinea ist der Park in seinem Bestand gefährdet. Grenzüberschreitende Welterbestätte mit der Elfenbeinküste. Erfüllte Kriterien für Weltnaturerbe: ix., x. |

## Tentativliste
In der Tentativliste sind die Stätten eingetragen, die für eine Nominierung zur Aufnahme in die Welterbeliste vorgesehen sind. Mit Stand 2025 sind acht Stätten in der Tentativliste von Guinea eingetragen, die letzten Eintragungen erfolgten im März 2025. Die folgende Tabelle listet die Stätten in chronologischer Reihenfolge nach dem Jahr ihrer Aufnahme in die Tentativliste.
| Bild                                                            | Bezeichnung                                                                           | Jahr | Typ | Ref. | Beschreibung |
| --------------------------------------------------------------- | ------------------------------------------------------------------------------------- | ---- | --- | ---- | --- |
| BW                                                              | Einheimische Architektur und Kulturlandschaft der Mandinka von Gberedou/Hamana (Lage) | 2001 | K   | 1521 | Lebensraum und Heiligtümer der Mandinka im Gebiet von Gberedou/Hamana, u. a. die Dörfer Baro, Koumana, and Balato. |
| Kulturlandschaft der Nimbaberge                                 | Kulturlandschaft der Nimbaberge                                                       | 2001 | K   | 1522 | Geplante Erweiterung der bestehenden Weltnaturerbestätte (Ref. 155).                                               |
| Blick auf Timbo (1818)                                          | Sklavenroute in Westafrika, der Abschnitt von Timbo bis Rio Pongo                     | 2001 | K   | 1523 | Abschnitt der Sklavenroute von der Stadt Timbo bis zum Rio Pongo                                                   |
| Das Massiv des Fouta Djallon                                    | Das Massiv des Fouta Djallon                                                          | 2025 | K/N | 6813 | |
| Kulturlandschaft der Bassari                                    | Kulturlandschaft der Bassari                                                          | 2025 | K   | 6814 | Eine Erweiterung der Welterbestätte Bassari-Land in Senegal ist denkbar.                                           |
| Niani, mittelalterliche Stadt, alte Hauptstadt des Mali-Reiches | Niani, mittelalterliche Stadt, alte Hauptstadt des Mali-Reiches                       | 2025 | K   | 6818 | |
| Badiar Nationalpark (PNB)                                       | Badiar Nationalpark (PNB)                                                             | 2025 | N   | 6819 | Eine Erweiterung der Welterbestätte Nationalpark Niokolo-Koba in Senegal ist denkbar.                              |
|                                                                 | Die Krönungshütte der Almamy von Fouta Djallon                                        | 2025 | K   | 6820 | |